# Liste der Kulturdenkmale in den Meininger Parks
Die Liste der Kulturdenkmale in den Meininger Parks ist eine Teilliste der Liste der Kulturdenkmale in Meiningen und führt die Kulturdenkmäler in den Parkanlagen der Kreisstadt Meiningen in Südthüringen auf. Die Erfassung aller Denkmale in die Denkmalliste der Unteren Denkmalschutzbehörde in Meiningen ist noch nicht abgeschlossen. Die Liste erhebt somit keinen Anspruch auf Vollständigkeit.

## Legende
- Bild: zeigt ein Bild des Kulturdenkmals und gegebenenfalls einen Link zu weiteren Fotos des Kulturdenkmals im Medienarchiv Wikimedia Commons
- Bezeichnung: Name, Bezeichnung oder die Art des Kulturdenkmals
- Lage: Wenn vorhanden Straßenname und Hausnummer des Kulturdenkmals; Grundsortierung der Liste erfolgt nach dieser Adresse. Der Link Karte führt zu verschiedenen Kartendarstellungen und nennt die Koordinaten des Kulturdenkmals.
 Kartenansicht, um Koordinaten zu setzen – in dieser Kartenansicht sind Kulturdenkmale ohne Koordinaten mit einem roten bzw. orangen Marker dargestellt und können in der Karte gesetzt werden. Kulturdenkmale ohne Bild sind mit einem blauen bzw. roten Marker gekennzeichnet, Kulturdenkmale mit Bild mit einem grünen bzw. orangen Marker.
- Datierung: gibt das Jahr der Fertigstellung beziehungsweise das Datum der Erstnennung oder den Zeitraum der Errichtung an
- Beschreibung: bauliche und geschichtliche Einzelheiten des Kulturdenkmals, vorzugsweise die Denkmaleigenschaften
- ID: Die ID identifiziert das Kulturdenkmal eindeutig. In Thüringen sind aktuell keine IDs veröffentlicht. In der ID-Spalte kann sich auch folgendes Icon  befinden, dies führt zu Angaben zu diesem Kulturdenkmal bei Wikidata.

## Englischer Garten
Kulturdenkmale im Englischen Garten Meiningen
| Bild                           | Bezeichnung                   | Lage    | Datierung | Beschreibung | ID |
| ------------------------------ | ----------------------------- | ------- | --------- | --- | -- |
| weitere Bilder Fotos hochladen | Bechsteinbrunnen              | (Karte) | 1909      | Märchen- oder Bechsteinbrunnen, 1909 gewidmet dem Märchen- und Sagenerzähler Ludwig Bechstein |    |
| weitere Bilder Fotos hochladen | Fischknabenbrunnen            | (Karte) | 1858      | Der von Bildhauer Ferdinand Müller geschaffene gusseiserne Fischknabenbrunnen wurde 1858 errichtet |    |
| weitere Bilder Fotos hochladen | Denkmalanlage Johannes Brahms | (Karte) | 1899      | Das Brahms-Denkmal ist dem Komponisten und Dirigenten Johannes Brahms (1833–1897) gewidmet und wurde 1899 vom Bildhauer Adolf von Hildebrand errichtet.                                                                |    |
| weitere Bilder Fotos hochladen | Denkmal Max Reger             | (Karte) | 1937      | Am 11. April 1937 eingeweihtes Denkmal für den Dirigenten und Komponisten Max Reger (1873–1916) |    |
| weitere Bilder Fotos hochladen | Denkmal Jean Paul             | (Karte) | 1865      | Denkmal für den Dichter Jean Paul (1763–1825), der von 1801 bis 1803 in Meiningen wohnte und arbeitete, erbaut 1865.                                                                                                   |    |
| weitere Bilder Fotos hochladen | Denkmal Herzog Bernhard II.   | (Karte) | 1903      | 1903 eingeweihtes Denkmal für Herzog Bernhard II., die mannshohe Bronzestatue 1949 durch Bilderstürmer zerstört. |    |
| Fotos hochladen                | Kriegerdenkmal                | (Karte) | 1878      | Kriegerdenkmal für die Meininger Gefallenen des Deutsch-Französischen Krieges 1870/71, errichtet 1878 von Erwin Theodor Döbner, der einst die Säule krönende Preußische Adler wurde 1949 durch Bilderstürmer entfernt. |    |
| weitere Bilder Fotos hochladen | Kapelle                       | (Karte) | 1839      | Neugotische Herzogliche Gruftkapelle, 1839 nach Plänen von August Wilhelm Döbner erbaut. |    |
| Fotos hochladen                | Denkmal Herzog Karl           | (Karte) |           | Denkmal für Herzog Karl von Sachsen-Meiningen auf einer Insel. |    |
| weitere Bilder Fotos hochladen | Künstliche Ruinen             | (Karte) | 1794      | Kurz nach dem Anlegen des Parks 1793/94 erbaute künstliche Ruinen einer gotischen Burg mit Brücke, Haupthaus, Toren und Plattformem, gelegen am Eingang in der Leipziger Straße, Architekt Johann Andreas Schaubach.   |    |
| BW                             | Brücke                        | (Karte) |           | Steinerne Bogenbrücke über den Wasserlauf, der den Großen mit dem Kleinen Teich verbindet. |    |
| Fotos hochladen                | Denkmal                       | (Karte) | 1949      | Denkmal für die Opfer des Faschismus |    |

## Schlosspark
Kulturdenkmale im Schlosspark Meiningen
| Bild                           | Bezeichnung  | Lage    | Datierung | Beschreibung | ID |
| ------------------------------ | ------------ | ------- | --------- | --- | -- |
| weitere Bilder Fotos hochladen | Brücke       | (Karte) | 1883      | Stahlfachwerk-Bogenbrücke mit Eisenkunstguss-Geländer über die Werra, errichtet 1882/83 nach Plänen von Eduard Fritze, 1991/92 saniert und rekonstruiert. |    |
| Fotos hochladen                | Grüne Brücke | (Karte) |           | Zweibogige Steinbrücke, genannt „Grüne Brücke“, über die beiden Bleichgräben nördlich des Schlosses Elisabethenburg.                                      |    |
| Fotos hochladen                | Brücke       | (Karte) |           | Stahlfachwerk-Bogenbrücke über den zusammengeführten Bleichgraben kurz vor der Mündung in die Werra im Norden des Schlossparks.                           |    |
| BW                             | Brücke       | (Karte) |           | Brücke über den Mühlgraben im Süden des Schlossparks. |    |
| Fotos hochladen                | Plastik      | (Karte) |           | Plastik „Mutter mit Kind“ |    |
| Fotos hochladen                | Plastik      | (Karte) |           | Plastik „Liegende“ |    |
| BW                             | Plastik      | (Karte) |           | Plastik „Taubenstele“ |    |

## Herrenberg
Kulturdenkmale im Landschaftspark Herrenberg Meiningen
| Bild            | Bezeichnung         | Lage    | Datierung | Beschreibung                                           | ID |
| --------------- | ------------------- | ------- | --------- | ------------------------------------------------------ | -- |
| Fotos hochladen | Denkmal Otto Ludwig | (Karte) |           | Denkmal für den Schriftsteller Otto Ludwig (1813–1865) |    |

## Parkfriedhof
Kulturdenkmale im Parkfriedhof Meiningen
| Bild                                    | Bezeichnung        | Lage                       | Datierung | Beschreibung | ID |
| --------------------------------------- | ------------------ | -------------------------- | --------- | --- | -- |
| weitere Bilder Fotos hochladen          | Verwaltungsgebäude | Berliner Straße 13 (Karte) |           | Neugotische Friedhofshalle, erbaut 1838 von August Wilhelm Döbner.                                                         |    |
| Fotos hochladen                         | Grabmal            | Berliner Straße 13 (Karte) |           | Grabmalanlage von Herzog Georg II. und Helene Freifrau von Heldburg, sie ist ein Werk des Bildhauers Adolf von Hildebrand. |    |
| weitere Bilder Fotos hochladen          | Gedenkstätte       | Berliner Straße 13 (Karte) | 1924      | Ehrenhain für die Gefallenen des Ersten und Zweiten Weltkrieges, 1924 geschaffen vom Architekt Karl Behlert.               |    |
| weitere Bilder Fotos hochladen          | Gedenkstätte       | Berliner Straße 13 (Karte) |           | Ehrenhain mit Grabsteinen und Gedenkstein für die Opfer von Luftangriffen im 2. Weltkrieg.                                 |    |
| weitere Bilder Fotos hochladen          | Gedenkstätte       | Berliner Straße 13 (Karte) |           | Ehrenmal der Sowjetarmee                                                                                                   |    |
| Direkt Bild zu diesem Denkmal hochladen | Gedenkstätte       | Berliner Straße 13         |           | Gedenkstätte für Märzgefallene.                                                                                            |    |
| Direkt Bild zu diesem Denkmal hochladen | Grabdenkmal        | Berliner Straße 13         |           | Grab- und Gedenkstätte für polnische Zwangsarbeiter.                                                                       |    |
| Fotos hochladen                         | Grabdenkmal        | (Karte)                    |           | Grabstätte für den Alpenforscher Ernst Adolf Schaubach (1800–1850)                                                         |    |
| Fotos hochladen                         | Grabmal            | (Karte)                    |           | Grabstätte für den Schriftsteller und Bibliothekar Ludwig Bechstein (1801–1860), 2020 restauriert.                         |    |
| weitere Bilder Fotos hochladen          | Grabmal            | (Karte)                    |           | Grabstätte für den Musiker Andreas Zöllner (1805–1872)                                                                     |    |
| BW                                      | Grabmal            | (Karte)                    |           | Grabstätte für den Dichter Rudolf Baumbach (1840–1905)                                                                     |    |
| Fotos hochladen                         | Grabmal            | (Karte)                    |           | Grabstätte für den Musiker Richard Mühlfeld (1856–1907)                                                                    |    |
| BW                                      | Grabmal            | (Karte)                    |           | Grabstätte für den Architekten Karl Behlert (1870–1946)                                                                    |    |
| Fotos hochladen                         | Grabmal            | (Karte)                    |           | Grabstätte für Christophine Reinwald (1757–1847), die ältere Schwester von Friedrich Schiller.                             |    |
| Fotos hochladen                         | Grabmal            | (Karte)                    |           | Grabdenkmal Prinz Ernst von Sachsen-Meiningen (1895–1914), gefallen bei Maubeuge.                                          |    |
| Fotos hochladen                         | Grabmal            | (Karte)                    |           | Grabstätte Max Grube (1854–1934), Schauspieler, Regisseur und Intendant.                                                   |    |
| BW                                      | Grabmal            | (Karte)                    |           | Grabmal für den Historiker Georg Martin Brückner (1800–1881).                                                              |    |
| Fotos hochladen                         | Grabmal            | (Karte)                    |           | Grabmal für den Schauspieler Romanus Hassel (1822–1897).                                                                   |    |
| BW                                      | Grabmal            | (Karte)                    |           | Grabstätte für den Architekten und Hofbaurat Erwin Theodor Döbner (1839–1892).                                             |    |